# Вэйси, Джордж
Джордж Вэ́йси (англ. George S. Vasey, 28 февраля 1822 — 4 марта 1893) — американский ботаник, почётный куратор Национального гербария США и врач.   

## Биография
Джордж Вэси родился 28 февраля 1822 года.
Он изучал медицину и стал врачом.
Джордж Вэси был куратором Музея естественной истории в Государственном педагогическом университете штата Иллинойс.
В апреле 1872 года Вэси был назначен ботаником в министерстве сельского хозяйства в Вашингтоне.
Он был почётным куратором Национального гербария США.
Джордж Вэси умер в своём доме в Вашингтоне 4 марта 1893 года.

## Научные работы
- A Descriptive Catalogue of the Native Forest Trees of the United States. Washington, 1876[2].
- The Grasses of the United States, a Synopsis of the Tribes, with Descriptions of the Genera. 1883[2].
- Agricultural Grasses of the United States. 1884[1].
- A Descriptive Catalogue of the Grasses of the United States. 1885[2].
- Report of an Investigation of the Grasses of the Arid Districts. 2 parts, 1886—1887[2].
- Grasses of the South. 1887[2].
- Grasses of the Southwest. 1890—1891[1].
- Grasses of the Pacific Slope. 1892—1893[1].